# Селенга (село)
Селенга (рос. Селенга) — село Тарбагатайського району, Бурятії Росії. Входить до складу Сільського поселення Шалутське.
Населення — 99 осіб (2015 рік).